# Râul Klondike
Klondike este un râu cu o lungime de 161 km situat în regiunea de vest a teritoriului canadian Yukon; este un afluent al fluviului Yukon. Râul era numit de amerindieni „Throndink” (în traducere „Râul plin de pește”) deoarece era un râu bogat în lostrițe. În secolul al XIX-lea căutătorii de aur l-au numit „Klondike”. La gura de vărsare a râului în Yukon se află localitatea legendară Dawson City, care a luat naștere între anii 1896-1898 în timpul goanei după aur din America de Nord.

## Galerie

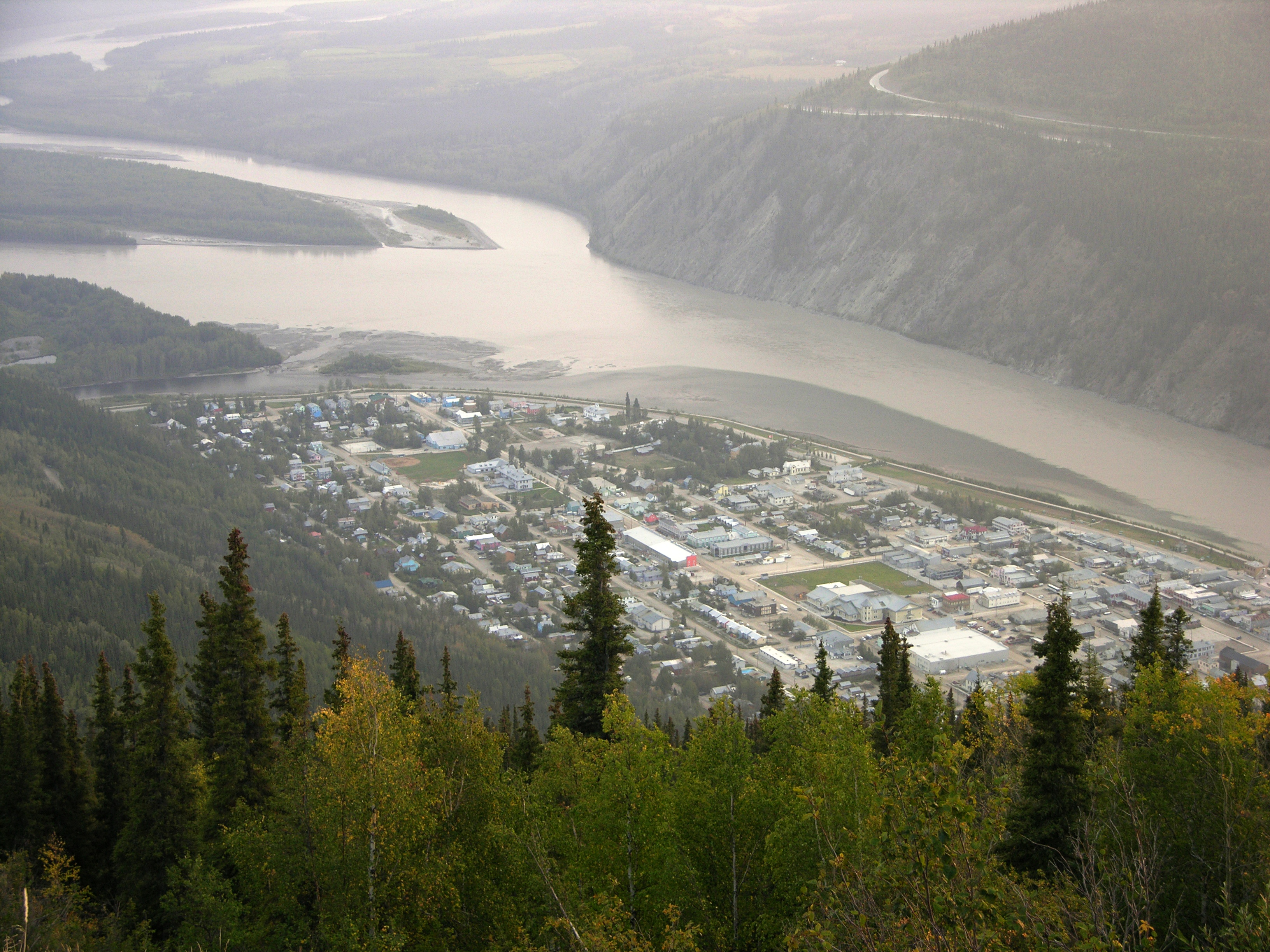
Klondike River (left) flowing into the Yukon River (top and right) at Dawson City
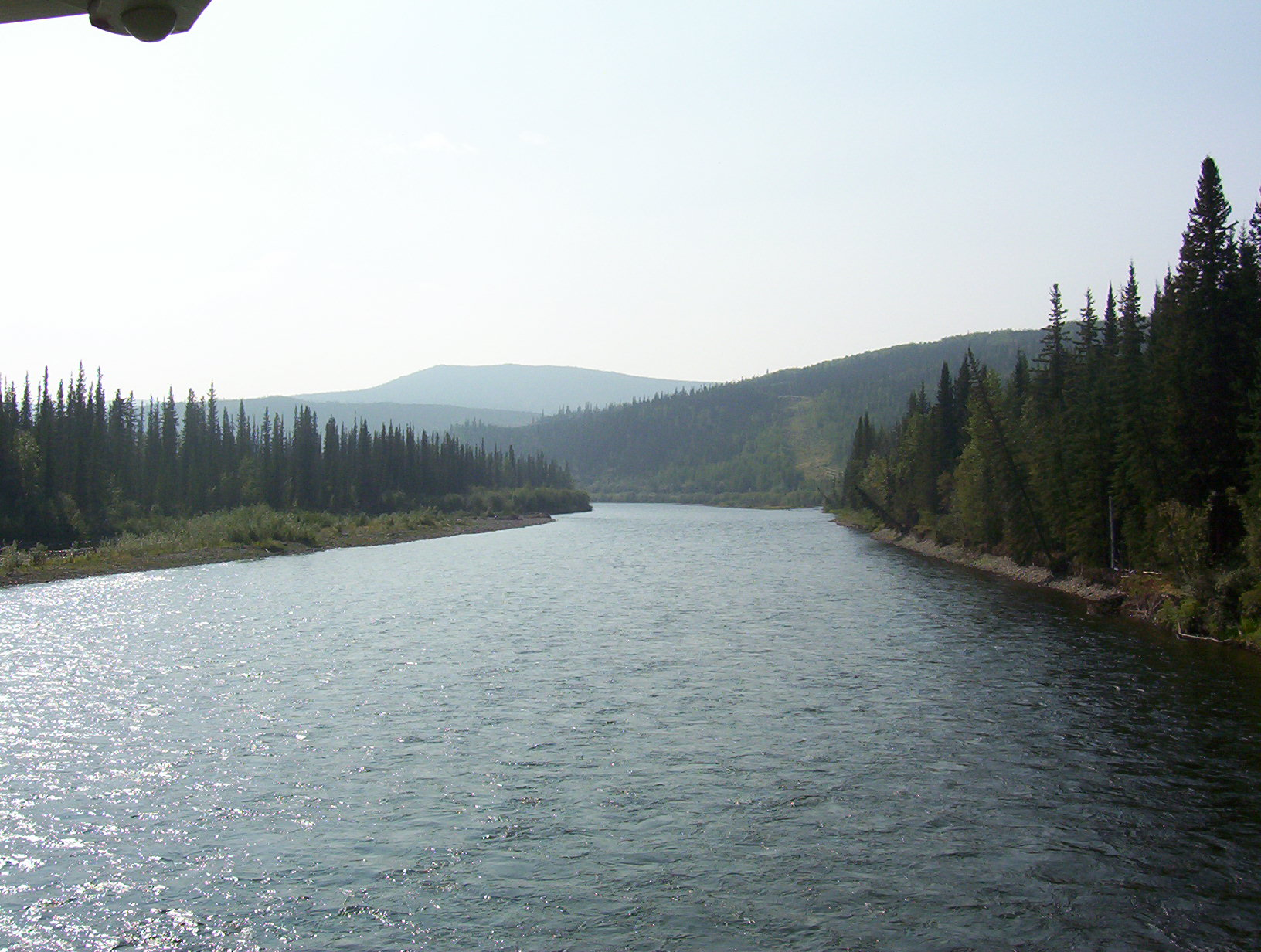
Klondike River crossing Dempster Highway (downstream)
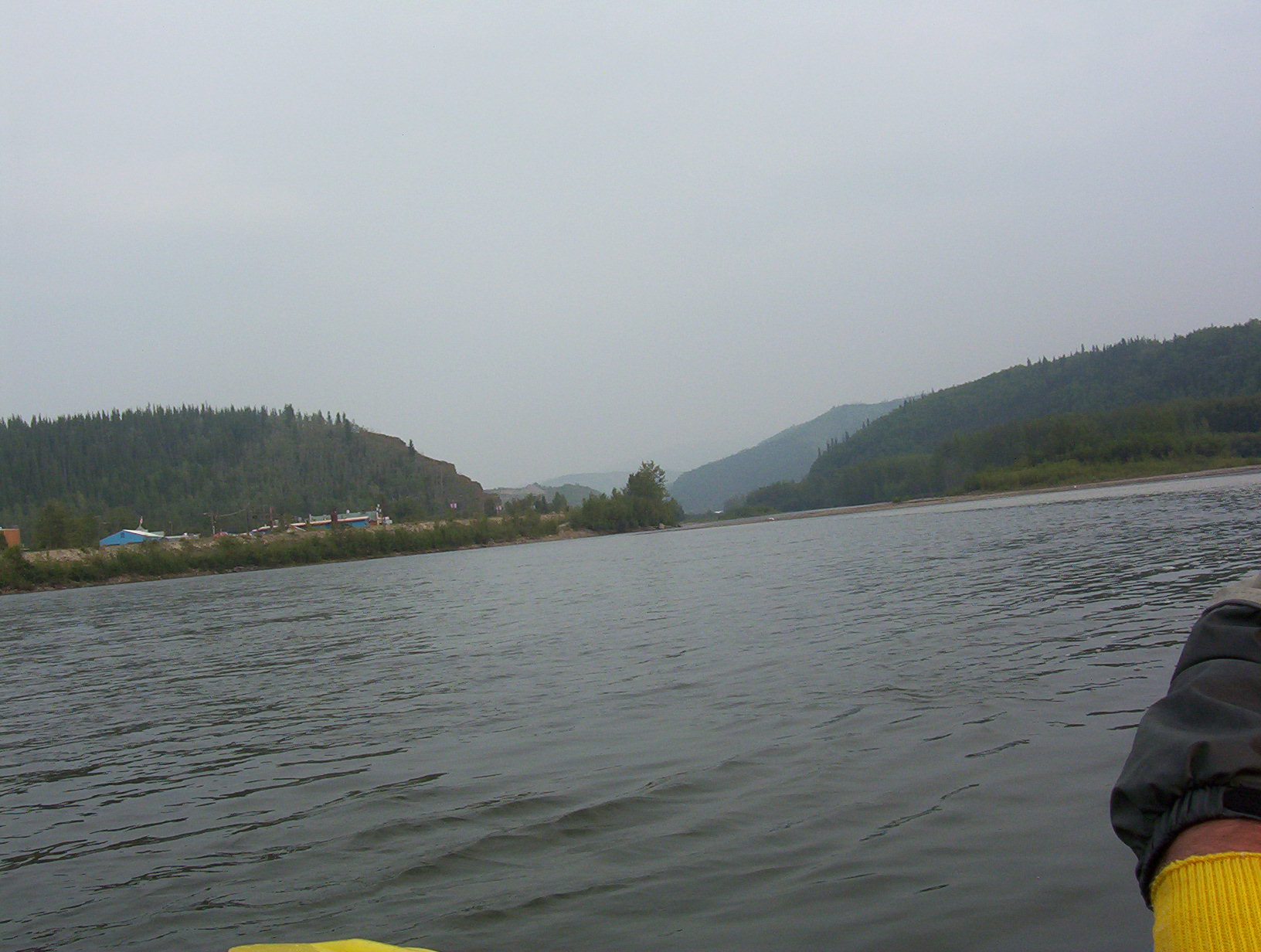
Mouth of the Klondike River to the Yukon River at Dawson City